# Bion 8
O Bion 8 (em russo: Бион 8), também referenciado como Kosmos 1887, foi um satélite soviético de pesquisas biológicas. Foi lançado em 29 de setembro de 1987 do Cosmódromo de Plesetsk, União Soviética (atualmente na Rússia), através de um foguete Soyuz. Ele transportava consigo instrumentos científicos para continuar a pesquisa que os outros satélites Bion haviam realizado sobre os efeitos do voo espacial em macacos e outros seres vivos, além de segurança de radiação e física espacial. Pesquisas e experimentos também foram realizados, no âmbito da cooperação internacional, no estudo e utilização do espaço para fins pacíficos. A missão Bion 8 contou com a participação de cientistas da antiga União Soviética, Hungria, Polônia, Romênia, França, Estados Unidos, Checoslováquia (atuais República Tcheca e Eslováquia), Alemanha Ocidental (atual Alemanha) e da Agência Espacial Europeia. A missão terminou após 13 dias.